# رون روبرتس (لاعب كرة قدم أمريكية)
رون روبرتس (بالإنجليزية: Ron Roberts)‏ هو لاعب كرة قدم أمريكية أمريكي، ولد في 6 أكتوبر 1967 في فيساليا في الولايات المتحدة.